# Lissamfibis
Els lissamfibis (Lissamphibia) són un clade de vertebrats constituït pels batracis i les cecílies o gimnofions.
Els batracis es divideixen en dos grups: els anurs (granotes i gripaus) i els caudats o urodels (salamandres i tritons). Tot i que l'ascendència de cada grup és controvertida, tots comparteixen certes característiques comunes, cosa que indica que evolucionaren d'un avantpassat comú, i que per tant formen un clade monofilètic. La descripció d'una forma basal del Permià, Gerobatrachus hottoni, demostrà que les granotes i salamandres tingueren un avantpassat comú més recentment (fa uns 290 milions d'anys) del que es creia basant-se en els resultats d'anàlisis moleculars.

## Filogènia
El següent cladograma és el proposat per al grup lissamfibis a la classificació filogenètica de Guillaume Lecointre i Hervé Le Guyader en les quatre edicions de l'obra (de 2001 a 2017):
|  | \| \| Anura \| \| \| \| \| \| Caudata \| \| \| \| |
|  |                                                   |
|  | Anura                                             |
|  |                                                   |
|  | Caudata                                           |
|  |                                                   |

|  | Anura   |
|  |         |
|  | Caudata |
|  |         |

|  | \| \| Anura \| \| \| \| \| \| Caudata \| \| \| \| |
|  |                                                   |
|  | Anura                                             |
|  |                                                   |
|  | Caudata                                           |
|  |                                                   |

|  | Anura   |
|  |         |
|  | Caudata |
|  |         |

El cladograma següent, de Marjanovic & Laurin (2007) dona el mateix resultat que el de Lecointre & Le Guyader amb la diferència que inclou clades fòssils. El grup fòssil dels Allocaudata esdevé així el grup germà dels Batrachia (Allocaudata i Batrachia formant tots dos el clade Paratoidia) i el clade dels Salientia inclou tant les granotes actuals (Anura) com les granotes fòssils:
| Batrachia | \| \| Salientia \| \| \| \| \| \| Caudata \| \| \| \| |
|           | \| \| Salientia \| \| \| \| \| \| Caudata \| \| \| \| |
|           | Allocaudata†                                          |
|           |                                                       |
|           | Salientia                                             |
|           |                                                       |
|           | Caudata                                               |
|           |                                                       |

|  | Salientia |
|  |           |
|  | Caudata   |
|  |           |

| Batrachia | \| \| Salientia \| \| \| \| \| \| Caudata \| \| \| \| |
|           | \| \| Salientia \| \| \| \| \| \| Caudata \| \| \| \| |
|           | Allocaudata†                                          |
|           |                                                       |
|           | Salientia                                             |
|           |                                                       |
|           | Caudata                                               |
|           |                                                       |

|  | Salientia |
|  |           |
|  | Caudata   |
|  |           |